# Rolls-Royce 25/30
El Rolls-Royce 25/30 construido entre 1936 y 1938 es una versión actualizada del 20/25 con un motor más grande para proporcionar más potencia, ya que a menudo, se colocaron carrocerías sobredimensionadas sobre los primeros modelos provocando quejas sobre su rendimiento.

## Ingeniería
El motor 6-cilindros en línea, con válvulas superiores es similar al utilizado en 20/25 pero aumentado en capacidad hasta 4257 cc aumentando el diámetro de los cilindros de 3,25 pulgadas (82,6 mm) hasta 3,5 pulgadas (88,9 mm), con una carrera restante de 4,5 pulgadas (114,3 mm). El ratio de compresión es 6:1. Un único carburador Stromberg de corriente de aire descendente remplazó al de Rolls-Royce, y el magneto de ignición ya no fue dispuesto, sino que se incluyó una bobina accesoria. Utiliza la caja de cambios de cuatro-velocidades en unidad con el motor, y un cambio manual de mano derecha tradicional. Se equipó con sincronizadores para la tercera marcha y las superiores. 
El chasis remachado tiene el frente rígido y ejes traseros suspendidos por suspensiones de ballesta semielípticas con amortiguadores hidráulicos. Los frenos son asistidos en todas las cuatro ruedas por un servo mecánico, famosamente bajo licencia Hispano-Suiza. Está equipado con frenos traseros separados para el freno de mano. El tradicional radiador de tapa triangular de Rolls-Royce fue utilizado con lamas verticales, cuyo ángulo es controlado mediante un termostato para controlar la refrigeración del motor.

## Carrocería
Solo el chasis y las partes mecánicas eran fabricados por Rolls-Royce. La carrocería era fabricada y colocada por un carrocero elegido por el propietario. Algunos de los más famosos fabricantes de carrocerías que produjeron cuerpos del vehículo para Rolls-Royce son Park Ward, Thrupp & Maberly, Mulliner, Windover y Hooper.

## Apariciones en el cine
Este Rolls Royce aparece en películas como La cruda realidad (1957), Muerte en el Nilo (1978), entre otras.